# European 2000 Airlines
European 2000 Airlines (mã ICAO = EUT) là hãng hàng không của Malta, trụ sở ở Luqa. Hãng có các tuyến đường chở khách từ Malta tới Trapani và Catania, (Sicilia), Ý. Căn cứ chính của hãng ở Sân bay quốc tế Malta, cùng 2 căn cứ khác ở Sân bay Vincenzo Florio, (Trapani) và Sân bay Catania-Fontanarossa (Catania).

## Lịch sử
European 2000 Airlines được thành lập năm 2005 và bắt đầu hoạt động từ tháng 9/2005. Hãng hiện đang có kế hoạch mở thêm tuyến đường từ Trapani tới Malta và Tunis.

## Đội máy bay
(Tháng 3/2007):
- 2 Fairchild Metro 23